# Vian (Oklahoma)
Vian é uma cidade  localizada no estado norte-americano de Oklahoma, no Condado de Sequoyah.

## Demografia
Segundo o censo norte-americano de 2000, a sua população era de 1362 habitantes.
Em 2006, foi estimada uma população de 1467, um aumento de 105 (7.7%).

## Geografia
De acordo com o United States Census Bureau tem uma área de
2,1 km², dos quais 2,1 km² cobertos por terra e 0,0 km² cobertos por água. Vian localiza-se a aproximadamente 165 m acima do nível do mar.

## Localidades na vizinhança
O diagrama seguinte representa as localidades num raio de 12 km ao redor de Vian.